# St. Bartholomäus (Kolín)

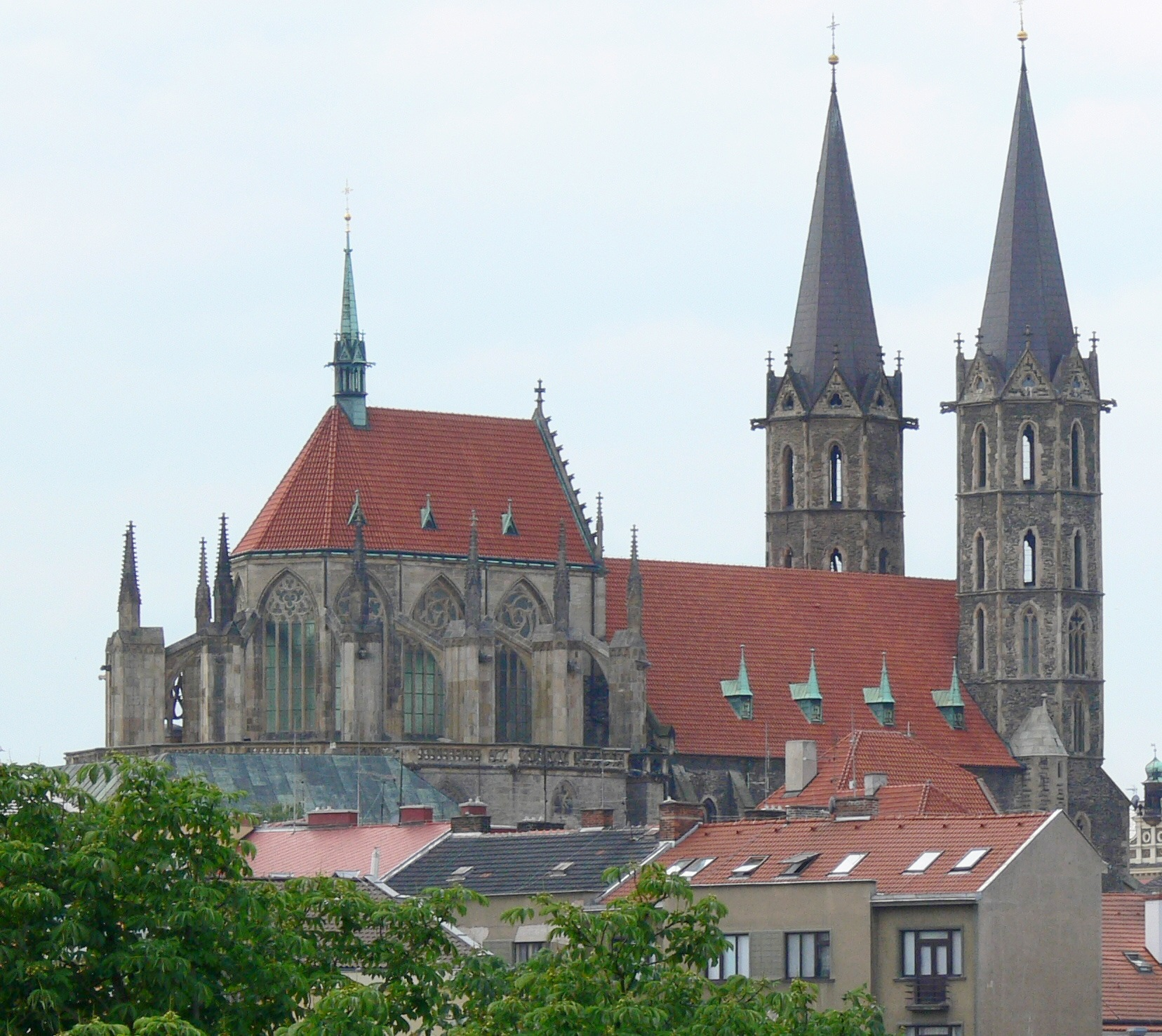
St. Bartholomäus (Kolín)

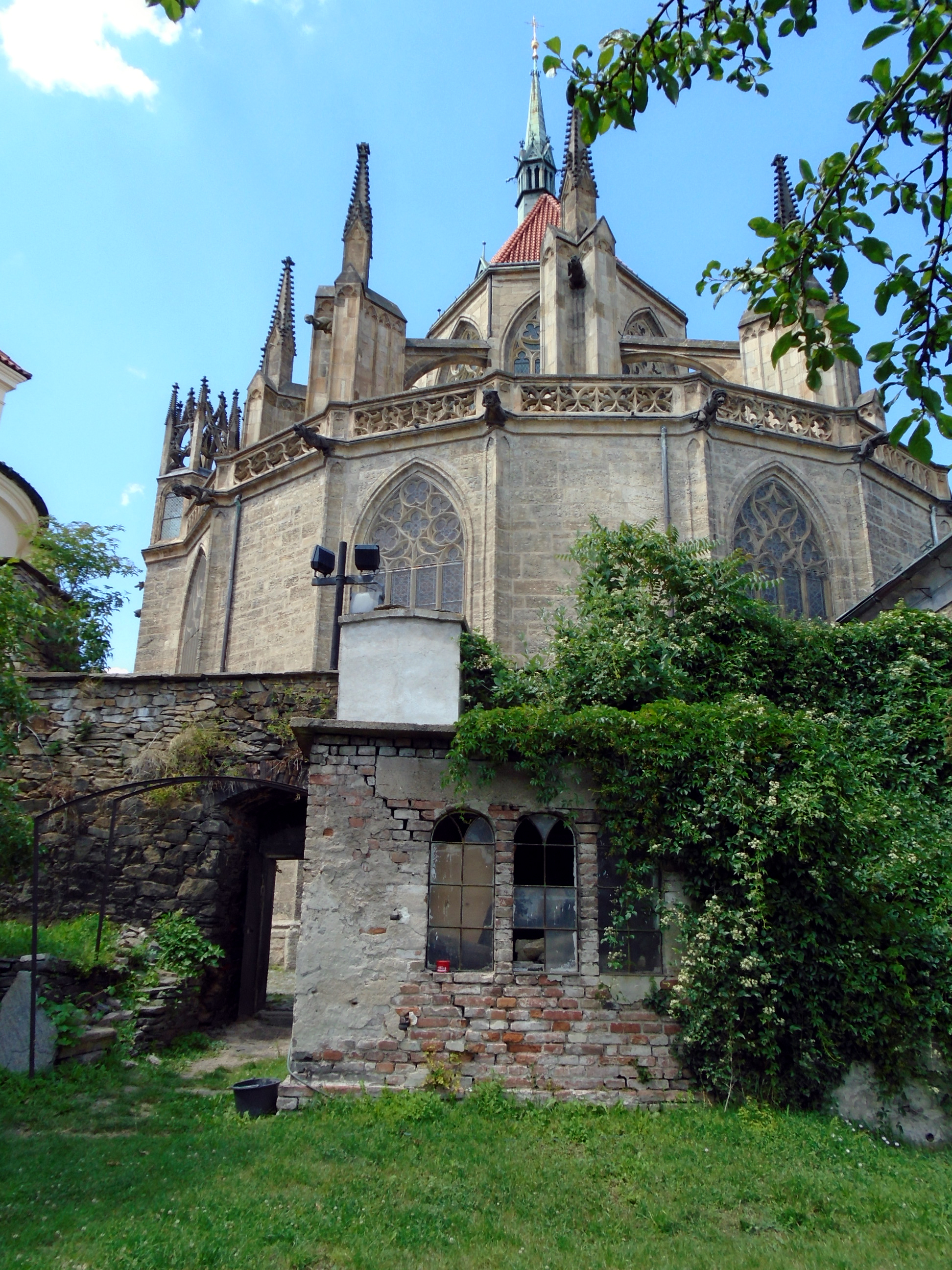
Choransicht von Osten

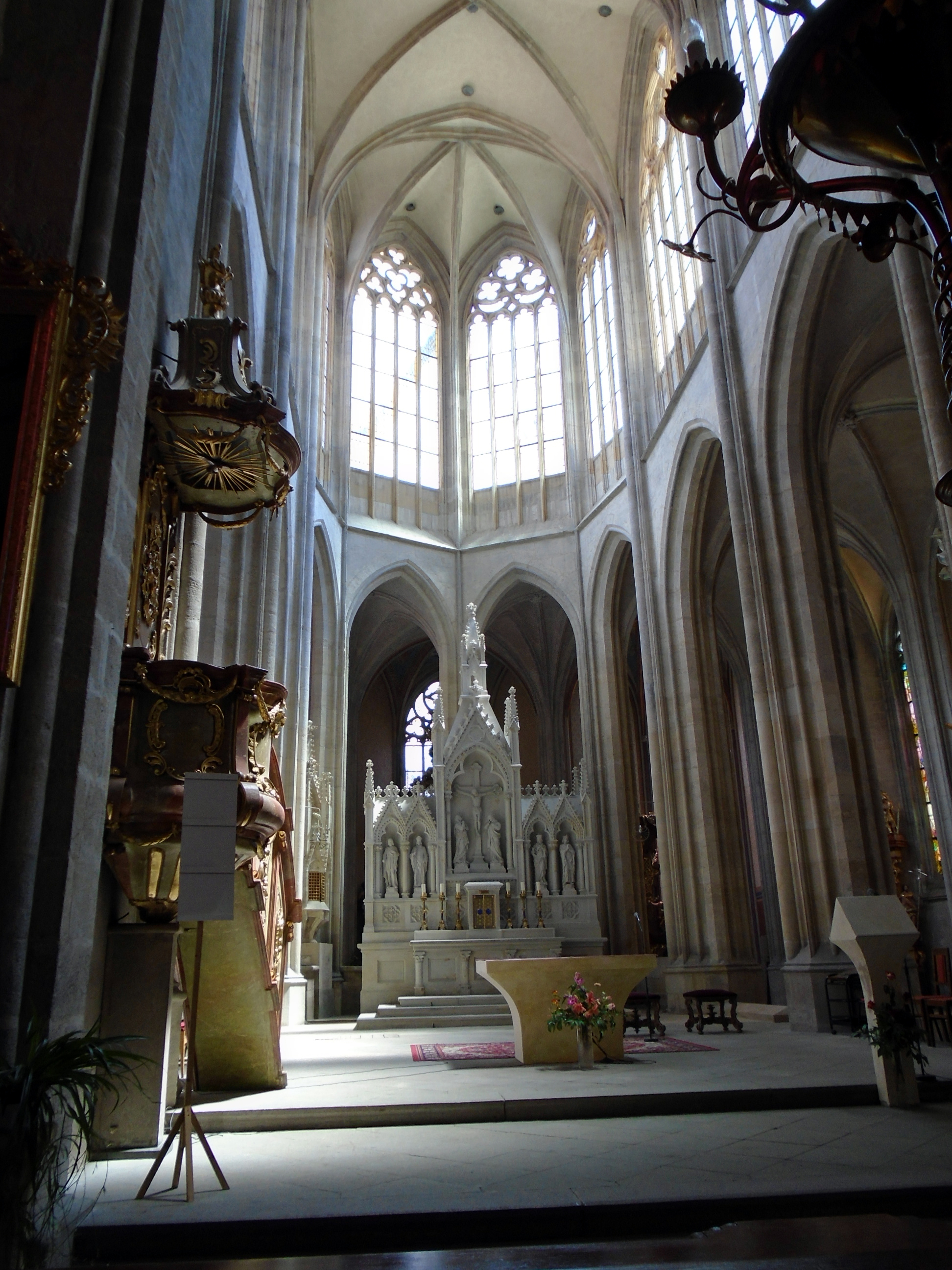
Innenansicht

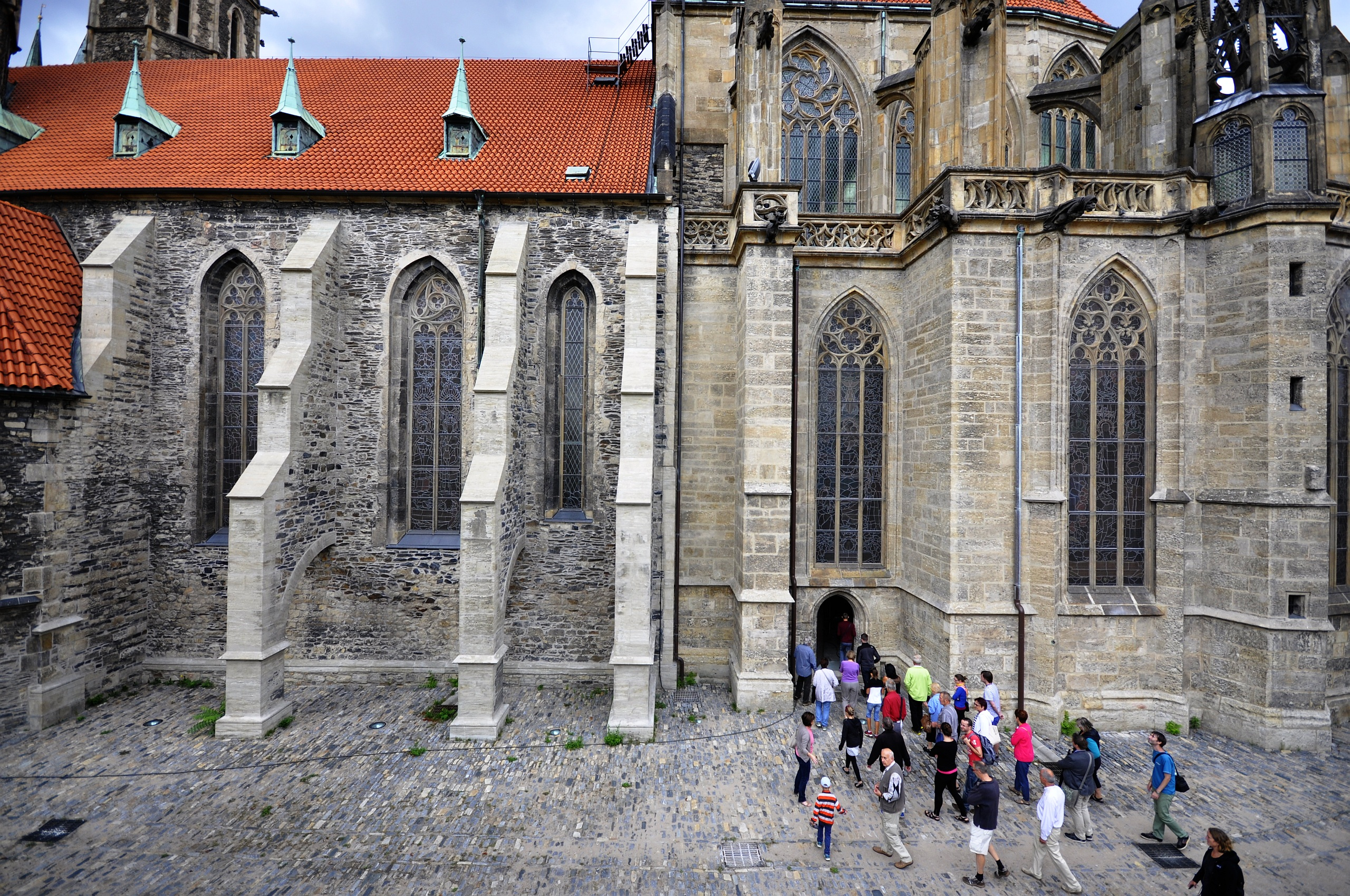
Südseite

Die römisch-katholische St.-Bartholomäus-Kirche (tschechisch Kostel svatého Bartoloměje) in Kolín in Tschechien ist ein bedeutender gotischer Sakralbau. Er wurde 1261–1300 im Stil der frühen Gotik als dreischiffige Hallenkirche mit zwei Türmen errichtet. Der hochgotische basilikale Chor mit einem Kapellenkranz wurde 1360–1378 von Peter Parler gebaut. Zu Beginn des 16. Jahrhunderts wurde ein Glockenturm angebaut.
Die Kirche liegt in der Altstadt von Kolín am rechten Ufer der Elbe. Sie ist als Nationales Kulturdenkmal ausgezeichnet.

## Geschichte
Die frühgotische Kirche wurde vermutlich kurz nach der Gründung der Königsstadt Kolín nach der Mitte des 13. Jahrhunderts unter König Přemysl Otakar II. errichtet. Nach archäologischen Funden befand sich an dieser Stelle bereits eine Vorgängerkirche. Der Bau wurde zunächst von den přemyslidischen Bauhütten durchgeführt und basierte auf zeitgenössischen sächsischen, thüringischen und nordfranzösischen Vorbildern. Vor 1300 wurde er mit der Doppelturmfassade an der Westseite abgeschlossen.
Im Jahre 1349 brannte die Kirche nieder. 1360 beauftragte der böhmische König Karl IV. seinen Dombaumeister Peter Parler, der damals bereits mit dem Bau des Prager Veitsdoms betraut war. In Kolín schuf er an der Stelle des ursprünglichen Chores einen hochgotischen Chor im Stil einer Kathedrale. Die wiederaufgebaute Kirche wurde 1378 geweiht. Das Fresko von Adolf Liebscher (1857–1919) am Kolíner Rathaus zeigt Kaiser Karl IV. bei der Grundsteinlegung für den Wiederaufbau der St.-Bartholomäus-Kirche.
Ende des 15. Jahrhunderts wurde die Standfestigkeit des Nordturms durch das Geläut beeinträchtigt. Deshalb wurde zu Anfang des 16. Jahrhunderts ein freistehender prismatischer Glockenturm angebaut, in den die Glocken aus dem beschädigten Turm übertragen wurden. Bis 1756 waren sie mit dem Klöppel nach oben aufgehängt. Im Jahre 1728 wurde die 1494 erwähnte Astronomische Uhr vom Nordturm an die Wand des Glockenturms versetzt.
Am Südturm hing (wahrscheinlich aus dem Jahr 1442) die legendäre Vužan-Glocke, die im Glockengussverfahren mit einem hohen Silberanteil gegossen und mit einem Reif aus reinem Gold versehen wurde. Sie unterlag einem besonderen Sicherheitskonzept und wurde als einer der größten Schätze der Stadt bewacht. Sie wurde jedoch beim großen Brand von 1796 zerstört. Die Astronomische Uhr wurde ebenfalls zerstört, und das Innere der Kirche wurde beschädigt.
In der zweiten Hälfte des 19. Jahrhunderts führte der Architekt Josef Mocker einen umfangreichen puristischen Umbau der Kirche durch (ähnlich wie beim Prager Veitsdom oder der Burg Karlštejn). Zu diesem Zweck wurde im Jahr 1878 der „Verein zur Fertigstellung der Dekanatskirche in Kolín“ gegründet. Die Restaurierung wurde im Jahr 1910 abgeschlossen. 1945 wurde die Kirche bei einem Luftangriff durch eine Bombenexplosion beschädigt. Der Wiederaufbau begann im Jahr 1963 und dauert bis heute an. 1995 wurde das Kirchengelände zum Nationalen Kulturdenkmal erklärt.

## Programm zur Erhaltung des architektonischen Erbes
Im Rahmen des Programms zur Erhaltung des architektonischen Erbes wurden zwischen 1995 und 2014 41.960.000 Tschechische Kronen für die Restaurierung des Denkmals ausgegeben.

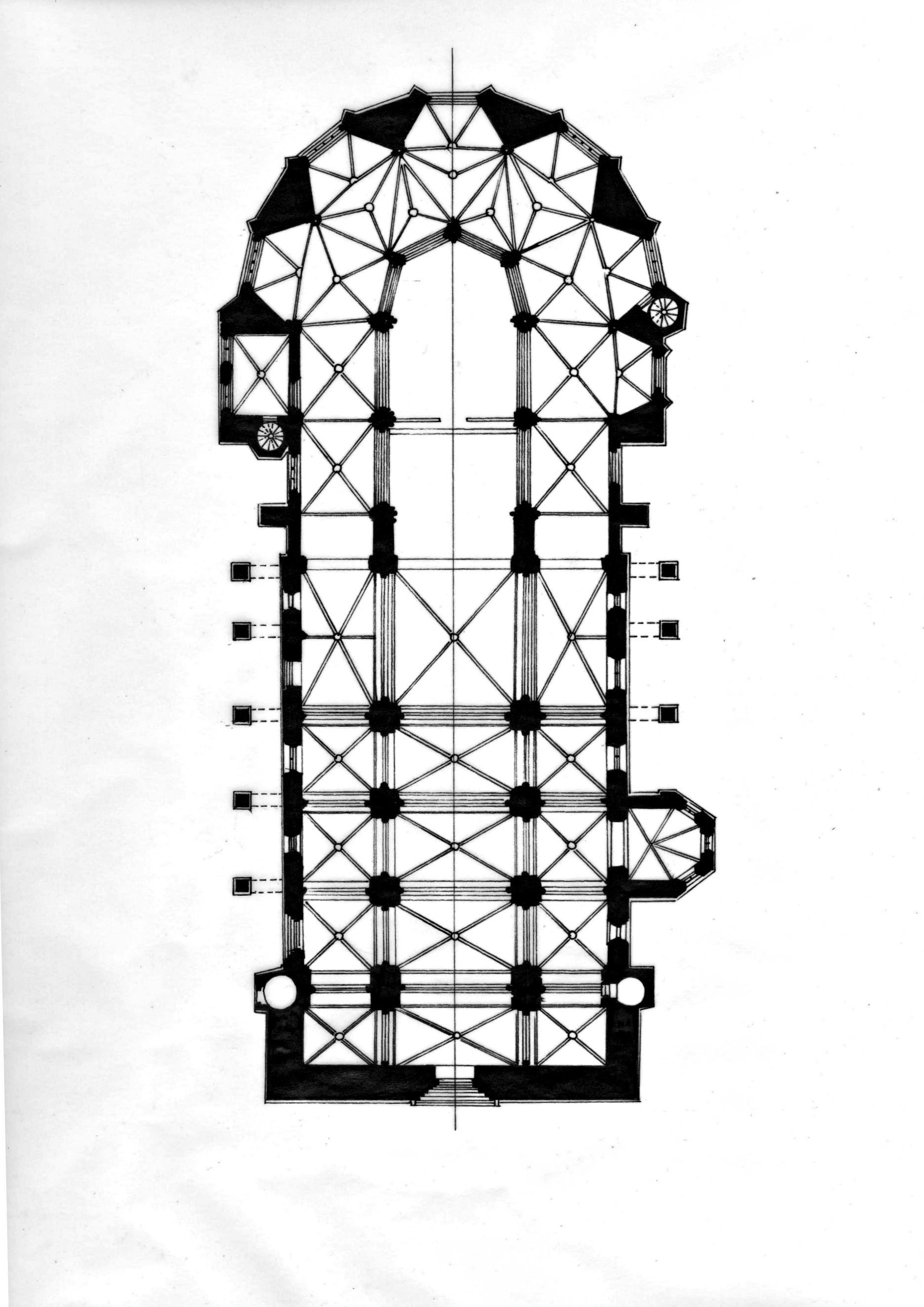
Grundriss

## Beschreibung
Die Kirche ist ein dreischiffiges Bauwerk, das im gotischen Stil errichtet wurde. Der untere, westliche Teil ist frühgotisch mit tiefen, durch Bogenstellungen erleichterten Strebepfeilern. Auf der Nordseite befinden sich zwei Eingangsportale. Das Tympanon des rechten Portals ist eine Kopie der ursprünglichen Skulptur aus dem 13. Jahrhundert, die beim Umbau Ende des 19. Jahrhunderts entfernt wurde. Derzeit befindet sich das Original im Lapidarium des Nationalmuseums in Prag. An der Westfassade liegt der ursprüngliche Eingang zur Kirche. Darüber befindet sich ein gotisches Rosettenfenster. An beiden Seiten der Fassade stehen schlanke achteckige Türme, 66 Meter hoch, die ursprünglich als Glockentürme dienten.
Der westliche Teil ist mit dem Hochchor aus dem 14. Jahrhundert verbunden, der an der Stelle des ursprünglichen Chors von Peter Parler errichtet wurde. Um den Altarraum herum, zwischen den Stützpfeilern, befinden sich (von links nach rechts) die Sakristei sowie ein Kranz von sechs Kapellen – die Mlynářská-, Sladovník-, Řeznická-, Šperlingovská-, Svatojánská- und Svatováclavská-Kapelle. Die einzelnen Kapellen wurden in der Vergangenheit von den städtischen Zünften betreut. Auffällig ist, dass der mittlere Pfeiler des Chorpolygons in die Achse des Bauwerks gestellt ist, ähnlich wie in der Kirche St-Maclou (Rouen). Anders als dort wurden die Kapellen im Umgang dennoch in ungerader Zahl gebaut und die Divergenz der Achsen durch Dreistrahlgewölbe im Umgang ausgeglichen. Jan Kolovrat Žehrovský, ein Teilnehmer der von König Georg von Podiebrad gesandten Friedensexpedition, ist in der Sladovnická-Kapelle begraben. Der neugotische Hauptaltar stammt vom Anfang des 20. Jahrhunderts und ist das Werk von Schülern der Bildhauerschule in Hořice. Unter dem Altarraum befindet sich eine Krypta, in der bedeutende Bürger in bemalten Särgen beigesetzt wurden. An den Wänden der äußeren Seitenschiffe hängen 14 Kreuzwegstationen als Reliefs, geschnitzt aus Eichenholz von František Bílek in den Jahren 1910–1913.
An der Nordwand der Kirche befindet sich eine Gedenktafel mit einem lateinischen Text, der übersetzt lautet: „Dieser Bau des Chores wurde am 20. Januar im Jahre des Herrn 1360 unter dem erlauchtesten Fürsten Karl, von Gottes Gnaden Kaiser von Rom und König von Böhmen, durch das Werk des Steinmetzmeisters Peter von Gmund begonnen.“ Im Inneren der Kirche befinden sich die Büsten von Peter Parler und Kaiser Karl IV.
Der spätgotische Glockenturm steht allein neben dem Nordturm. Im obersten Stockwerk befindet sich die ehemalige Türmerwohnung mit einer Galerie. In der unteren Etage sind fünf Glocken aufgehängt. Die ursprünglichen sechs Glocken aus dem Jahr 1797 wurden während des Zweiten Weltkriegs von den Deutschen beschlagnahmt, eingeschmolzen und für militärische Zwecke verwendet. Nach dem Krieg wurden die Glocken „Václav“ und „Sanktusník“ vorübergehend aus der St.-Veits-Kirche in Zálabí übertragen. Die „Hahnenglocke“ aus dem Jahr 1610 stammt wahrscheinlich von der städtischen Richtstätte. Die Glocken „Bartholomäus“ und Johannes Paul wurden im Jahr 2000 neu gegossen.
Zu den herausragenden Kunstwerken gehören unter anderem:
- Taufstein aus Zinn aus dem Jahre 1495, geschaffen vom Kuttenberger Glockengießer Ondřej Ptáček († 1511);
- die Bildhauerarbeiten der Barockältäre der hl. Barbara und des Heiligen Kreuzes sind Werke des aus der Grafschaft Glatz stammenden Bildhauers Ignaz Rohrbach;
- das Gemälde Martyrium des hl. Bartholomäus schuf 1734 Peter Johann Brandl;
- spätbarocke Gemälde von Josef Kramolín.

An der Stelle der ehemaligen befestigten Bastion bei der Kirche befindet sich ein barockes Beinhaus. Es wurde vom Kolíner Dekan Antonín Formandl als Symbol der Vergänglichkeit erbaut.